# Polynormande 2008
La 29e édition de la Polynormande s'est déroulée le 3 août 2008. Inscrite au calendrier de l'UCI Europe Tour 2008 dans la catégorie 1.1, elle est la dixième épreuve de la Coupe de France 2008.

## Classement final
|    | Coureur          | Équipe                |    | Temps          |
| -- | ---------------- | --------------------- | -- | -------------- |
| 1  | Arnaud Gérard    | La Française des Jeux | en | 3 h 45 min 0 s |
| 2  | Jérôme Pineau    | Bouygues Télécom      |    | m.t.           |
| 3  | Sandy Casar      | La Française des Jeux |    | m.t.           |
| 4  | Mickaël Buffaz   | Cofidis               |    | m.t.           |
| 5  | Maxim Gourov     | A-Style Somn          |    | m.t.           |
| 6  | Lloyd Mondory    | AG2R La Mondiale      |    | m.t.           |
| 7  | Nicolas Hartmann | Cofidis               |    | m.t.           |
| 8  | Freddy Bichot    | Agritubel             |    | m.t.           |
| 9  | Yann Pivois      | Bretagne-Armor Lux    |    | m.t.           |
| 10 | David Le Lay     | Agritubel             |    | m.t.           |